# Aralia mexicana
Aralia mexicana là một loài thực vật có hoa trong Họ Cuồng. Loài này được (C.B.Shang & X.P.Li) Frodin mô tả khoa học đầu tiên năm 2003.